# Фосфид европия(III)
Фосфид европия(III) — бинарное неорганическое соединение, 
европия и фосфора с формулой EuP,
тёмные кристаллы,
не растворяется в воде.

## Получение
- Нагревание порошкообразных европия и красного фосфора в инертной атмосфере или вакууме:

{\displaystyle {\mathsf {Eu+P\ {\xrightarrow {500^{o}C}}\ EuP}}}
- Пропускание фосфина через раствор европия в жидком аммиаке:

{\displaystyle {\mathsf {Eu+2PH_{3}\ {\xrightarrow {-78^{o}C}}\ Eu(PH_{2})_{2}+H_{2}}}}
с последующим разложением аммиката при нагревании:
{\displaystyle {\mathsf {2Eu(PH_{2})_{2}\ {\xrightarrow {}}\ 2EuP+2PH_{3}+H_{2}}}}

## Физические свойства
Фосфид европия(III) образует тёмные кристаллы кубической сингонии, устойчивые на воздухе,
не растворяется в воде и активно реагирует с азотной кислотой.